# Smicridea jamaicensis
Smicridea jamaicensis är en nattsländeart som beskrevs av Oliver S. Flint Jr. 1968. Smicridea jamaicensis ingår i släktet Smicridea och familjen ryssjenattsländor. Inga underarter finns listade i Catalogue of Life.